# Geothlypis poliocephala
Geothlypis poliocephala е вид птица от семейство Parulidae.

## Разпространение
Видът е разпространен в Белиз, Гватемала, Коста Рика, Мексико, Никарагуа, Панама, Салвадор, САЩ и Хондурас.